# Yūka Hori
Yūka Hori (jap. 堀 優花, Hori Yūka; * 13. Juni 1996 in der Präfektur Gifu) ist eine japanische Leichtathletin, die sich auf den Langstreckenlauf spezialisiert.

## Sportliche Laufbahn
Erste internationale Erfahrungen sammelte Yuka Hori bei den Crosslauf-Weltmeisterschaften 2017 in Kampala, bei denen sie in 34:54 min auf den 24. Platz gelangte. Im 10.000-Meter-Lauf nahm sie an den Asienmeisterschaften in Bhubaneswar teil und gewann dort in einer Zeit von 32:23,26 min die Silbermedaille hinter der Kirgisin Darja Maslowa. Im Jahr darauf nahm sie an den Halbmarathon-Weltmeisterschaften 2018 in Valencia teil und kam dort in 1:15:24 h auf den 70. Platz. Ende August nahm sie erstmals an den Asienspielen in Jakarta teil, bei denen sie in 32:42,73 m auf dem siebten Platz einlief. Bei den Asienmeisterschaften 2019 in Doha erreichte sie in 33:15,65 min den sechsten Platz.

## Bestleistungen
- 3000 Meter: 9:11,02 min, 30. November 2013 in Yokohama
- 5000 Meter: 15:23,53 min, 3. Dezember 2016 in Yokohama
- 10.000 Meter: 31:48,93 min, 8. Dezember 2018 in Yamaguchi
- Halbmarathon: 1:11:05 h, 11. Februar 2018 in Yamaguchi